# Zygfryd Kuchta
Zygfryd Kuchta, né le 5 janvier 1944 à Diepholz en Allemagne, est un ancien joueur de basket-ball puis joueur et entraineur polonais de handball.

## Carrière
Après avoir joué à la fois au basketball et handball, il décide à 23 ans de se consacrer uniquement au handball. Après l’obtention de son diplôme universitaire d’éducation physique obtenu à Łódź en 1968, il rejoint le KS Spójnia Gdańsk avec lequel il remporte deux titres de champion de Pologne en 1969 et 1970. De retour à Łódź en 1970, il joue environ 500 matchs pour le KS Anilana Łódź avant de partir pour l'Autriche (1976-1979) en tant qu'entraîneur-joueur au ASKÖ Linz avec lequel il remporte deux fois le championnat en 1978 et 1979.
Sélectionné à 142 reprises en équipe nationale de Pologne entre 1967 et 1976, il participe au championnat du monde 1970 (14e place), aux Jeux olympiques 1972 (10e place), au championnat du monde 1974 (4e place) et aux Jeux olympiques 1976 où il remporte une médaille de bronze olympique historique.
Entre 1981 et 1984, il est sélectionneur de l’équipe nationale de Pologne et remporte une médaille de bronze au championnat du monde 1982. Il obtient à cette occasion la qualification pour les Jeux olympiques 1984, mais la Pologne et les autres pays du bloc soviétique boycottent la compétition.
Zygfryd Kuchta a alors décidé de se rendre aux Émirats arabes unis, où il a entrainé des clubs et l'équipe nationale.
De retour en Europe, il a de nouveau exercé des fonctions d'entraîneur dans les clubs de Łódź et de Linz puis, entre 2003 et 2006, il a été entraîneur de l'équipe nationale féminine de Pologne avec laquelle il termine à la 19e place du Championnat du monde 2005. Il s'installe à Łódź, où il devient professeur d'éducation physique à la faculté des sciences de l'éducation de l'université de Łódź.

## Palmarès

### Joueur de club
- Vainqueur du Championnat de Pologne (2) : 1969 et 1970
- Vainqueur de la coupe de Pologne (1) : 1973
- Vainqueur du Championnat d'Autriche (2) : 1978 et 1979.

### Joueur d'équipe nationale
- 14e place au championnat du monde 1970
- 10e place aux Jeux olympiques 1972
- 4e place au championnat du monde 1974
- médaille de bronze aux Jeux olympiques 1976

### Entraîneur
- Vainqueur du Championnat d'Autriche (2) : 1978 et 1979.
- Vainqueur du Championnat de Pologne (1) : 1983
- médaille de bronze au championnat du monde 1982
- 19e place au Championnat du monde féminin 2005